# Женщины в полиции Великобритании

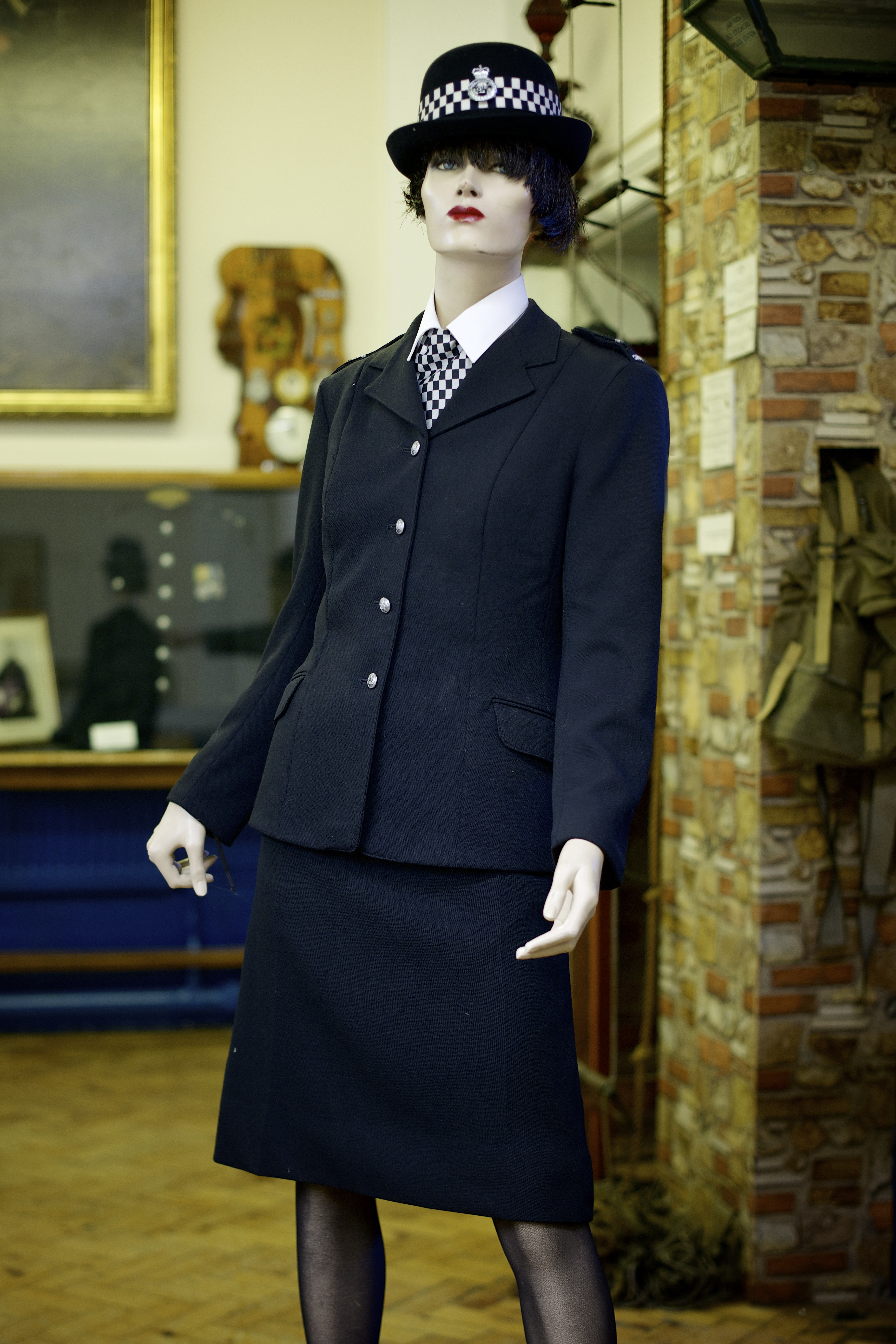
Женская полицейская форма 1980 года

Женщины в полиции Великобритании играют важную роль с того момента, как получили право на прохождение службы в полиции. Женщины начали службу в британской полиции во время Первой мировой войны, но их численность долго была ограничена в личном составе полиции. Она растёт, начиная с 1970-х годов, и к марту 2016 года доля женщин в полицейских формированиях Англии и Уэльса достигла 28,6%  (в 2007 году она составляла 23,3%). До 1998 года у сотрудниц перед званием обязательно ставилось обозначение «Woman» или «W» (так, для женщины-констебля официальное звание имело аббревиатуру WPC).
В настоящее время комиссаром Службы столичной полиции Лондона является женщина по имени Крессида Дик, одна из самых известных сотрудниц полиции Великобритании.

## История

### Предшественницы

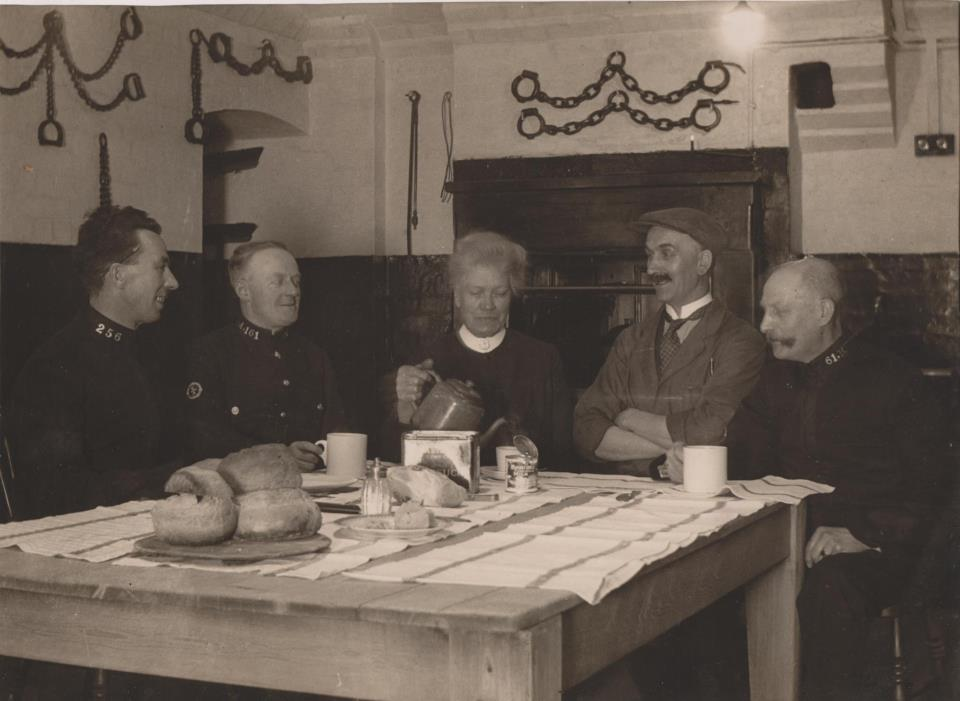
Полиция Бирмингема с матроной, 1919 год

Первые женщины, которые работали в британской полиции — это матроны. В 1883 году Служба столичной полиции впервые пригласила женщину на работу, а за шесть лет число сотрудниц выросло до 14. В основном это были жёны или родственницы полицейских, их задачи сводились к защите женщин и детей. Однако до Первой мировой войны полиция не уделяла внимание сотрудницам, составив единственный отчёт в 1907 году об участии женщин в защите населения. В 1910 году пять женщин решили обратить внимание руководства полиции на тот факт, что женщин-констеблей в полиции не было, хотя многие женщины находились под стражей. Две женщины — Эдит Танкред (1873—1957), автор кампании за приглашение женщин на работу в полиции, и Дороти Пето, которая выбрала «административный путь» сотрудничества с констеблями. Ещё три женщины поддержали их инициативу, и в 1911 году они начали негласно вести патрулирование улиц Бристоля для поддержания общественной морали.
Первая мировая война унесла жизни многих мужчин, что и заставило Британию принять женщин на службу в полиции. Изначально женщины создавали добровольческие полицейские патрули:
- Добровольческая служба или «Женщины — полицейские волонтёры» (англ. Women Police Volunteers), основатели — Маргарет Дэймер Доусон[англ.] и Нина Бойл[англ.]. Вступили в полицию, чтобы помочь пострадавшим от войны справиться с трудностями. Им разрешалось патрулировать улицы Лондона, полицейских просили помогать им. Они проходили специальную подготовку и помогали женщинам справляться с трудностями военного и послевоенного времени[4].
- Женская полицейская служба (англ. Women's Police Service), руководитель — Маргарет Дэймер Доусон. Служба направляла женщин на работу на государственные заводы по производству боеприпасов[5].
- С 1914 года Дороти Пето как сотрудница Национального союза женщин-рабочих[англ.][6] занималась патрулированием, с 1914 года в офисе совета в Бате работала Флоренс Милдред Уайт[англ.] (в прошлом учительница школы Голодфин). Пето занимала пост организатора вспомогательных патрулей, а Уайт работала до мая 1918 года офицером полиции Бата.
- В 1912 году образованы Женские добровольческие силы (англ. Voluntary Women's Force) в Бате.

В крупных городах Великобритании к концу Первой мировой войны появились женские добровольческие патрули: женщины патрулировали улицы, помогали женщинам и детям (в том числе и тем людям, которых насильно вовлекли в преступную деятельность).

### Допуск к профессии
В августе 1915 года Эдит Смит стала первой женщиной-полицейским Великобритании с полномочиями арестовывать лиц. Она участвовала в расследовании уголовных дел с участием женщин. Так, она боролась с проституцией в Грэнтеме: подавляющая часть женщин, оказывавших сексуальные услуги, часто появлялась у ближайшей военной базы. В том же году в Халле и Саутгемптоне также появились первые женщины-полицейские, а в 1919 году уже 20 сотрудниц полиции работали в Салисбери, Ливерпуле и Глазго.
Сэр Леонард Даннинг, глава инспекции Корпуса констеблей Её Величества в 1918 году опубликовал заметку в журнале «Police Review»: на двух из шести страниц ежегодного отчёта он описал роль женщин в профессиональной работе полиции, в том числе и возможность предоставления полномочий ареста женщинам-полицейским. Констебли рассматривали женщин как потенциальных «служащих и водителей» и полагали, что теоретически женщины могут стать специальными констеблями. Главный констебль Вулверхэмптона написал статью в Police Review and Parade Ground Gossip, в которой перечислил все возможные обязанности женщин во время работы в полиции. 16 ноября 1921 года комиссар Службы столичной полиции сэр Невил Макриди, который устанавливал общепринятые нормы для полиции Англии, издал приказ, по которому женщины могут работать в полиции при соответствии определённым требованиям. Минимальный рост для сотрудницы полиции составлял 5 футов 4 дюйма — ниже, чем рост мужчины-полицейского (рост Флоренс Уайт составлял 5 футов и 5,5 дюймов). Макриди заявил, что в полиции не могут работать женщины с малолетними детьми на попечении, а те, кто поступит на работу, хотя и не будут приносить присягу, но и не будут получать пенсию.
Полиция стремилась направлять женщин в отдельные подразделения: сотрудницам давали задания по защите женщин и детей или задержанию. В 1919 году Служба столичной полиции приняла на службу в Женские полицейские патрули 110 женщин, которые не имели полномочий на арест. Однако в 1922 году их число сократили 22 после рекомендаций парламентского комитета. Аналогичные сокращения женщин происходили в других подразделениях. Бюджетные сокращения произошли в то момент, когда послевоенные движения за права женщин уже сходили со сцены. В 1923 году женщины в полицейских патрулях прошли аттестацию, а общее число сотрудниц выросло до 50 человек.

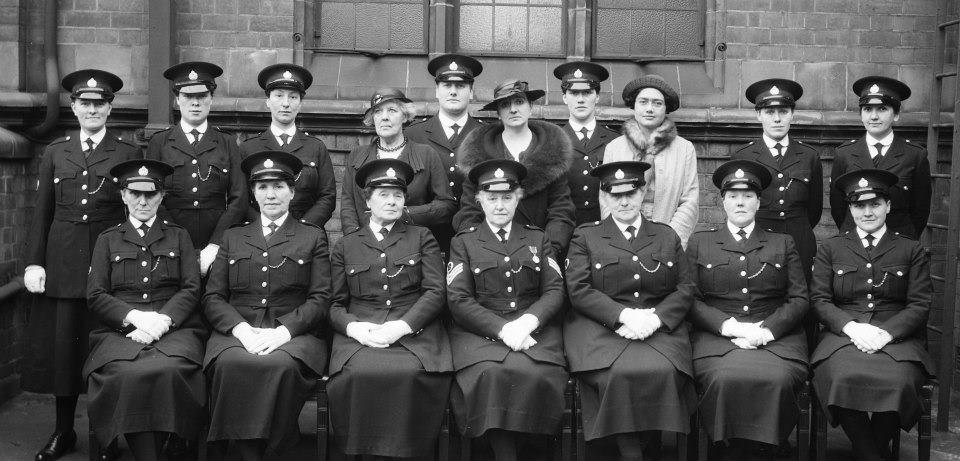
Полиция Бирмингема в межвоенные годы

Хоум-офис учредил комитет Бэрда в 1920 году, который занимался вопросом условий труда женщин и повышения их квалификации в полиции. Отчитывались два инспектора Корпуса констеблей, как и несколько старших сотрудников полицейской службы, в том числе два аттестированных сержанта из провинциальных полицейских подразделений — Флоренс Милдред Уайт и Этель Гэйл из Глостершира. В целом в 1920-е годы схема приглашения женщин в полицию не менялась, однако новые правила и руководства помогали чётко разграничить обязанности женщин-полицейских. В 1931 году Хоум-офис опубликовал новые инструкции. Годом ранее Дороти Пето перешла работать в Службе столичной полиции и стала первым аттестированным супертинтендантом через два года. За её 14 лет работы в отделении A4 (женской полиции) численность сотрудниц выросла с 60 до 200, что составило половину от всех женщин-полицейских страны. В 1948 году женщинам разрешили вступить в Федерацию полиции Англии и Уэльса.

### Интеграция
До 1970-х годов у женщин и мужчин в полиции были разные звания, обязанности и организации. В 1970 году был принят Акт об одинаковой оплате, а в 1975 году — Акт о сексуальной дискриминации, которые отменили это разделение, позволили женщинам полноценно работать в полиции и уравняли права и обязанности мужчин и женщин в полиции. Отделение A4 было упразднено, и с 1973 года женщины стали занимать те же должности, что и мужчины, в Службе столичной полиции. В 1969 году первой чернокожей сотрудницей полиции стала Фэй Аллен, работавшая в Службе столичной полиции.

## Наши дни

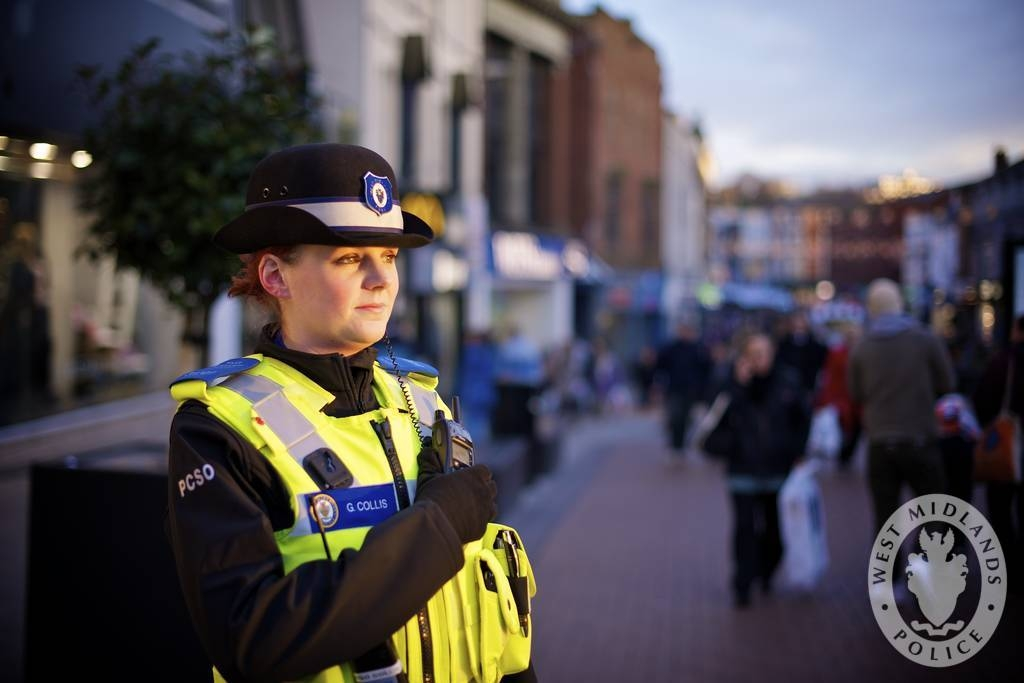
Сотрудница полиции Вест-Мидлендса

В марте 2017 года доля женщин-полицейских составляла 29,1% в Англии и Уэльсе, 29% в Шотландии и 28,5% в Северной Ирландии. В Англии и Уэльсе женщины составляют 61% от сотрудников, не приносивших присягу (как и в Северной Ирландии) и 45% сотрудников вспомогательных служб. Доля женщин - специальных констеблей соответствует доле офицеров, приносивших присягу.
Доля женщин среди констеблей выше, чем среди высокопоставленных сотрудников полиции. Хоум-офис связывает это с фактом, что женщины составляют большинство среди офицеров-новобранцев, которые не собираются занимать высшие руководящие должности. Средний процент женщин среди новых рекрутов не менялся с 2007 по 2017 годы. Интересы женщин защищает Британская ассоциация женщин-полицейских (англ. British Association for Women in Policing), основанная в 1987 году.

## Первые женщины в полиции
| Звание                         | Первая сотрудница               | Подразделение                         | Год  |
| ------------------------------ | ------------------------------- | ------------------------------------- | ---- |
| Констебль                      | Эдит Смит                       | Полиция боро Грантэм                  | 1915 |
| Сержант                        | Флоренс Милдред Уайт Этель Гэйл | Полиция Салисбери Полиция Глостершира | 1920 |
| Инспектор                      | Флоренс Милдред Уайт            | Полиция Бирмингема                    | 1930 |
| Главный инспектор              | Лилиан Уайлс                    | Служба столичной полиции              | 1932 |
| Суперинтендант                 | Дороти Пето                     | Служба столичной полиции              | 1932 |
| Главный суперинтетдант         | Элизабет Батер                  | Служба столичной полиции              | 1949 |
| Командир Старший офицер        | Ширли Беки                      | Служба столичной полиции              | 1969 |
| Помощник главного констебля    | Элисон Халфорд                  | Полиция Мерсисайда                    | 1983 |
| Заместитель главного констебля | Сью Дэвис                       | Полиция Дорсета                       | 1994 |
| Главный констебль              | Полин Клэр                      | Полиция Ланкашира                     | 1995 |